# چنبره

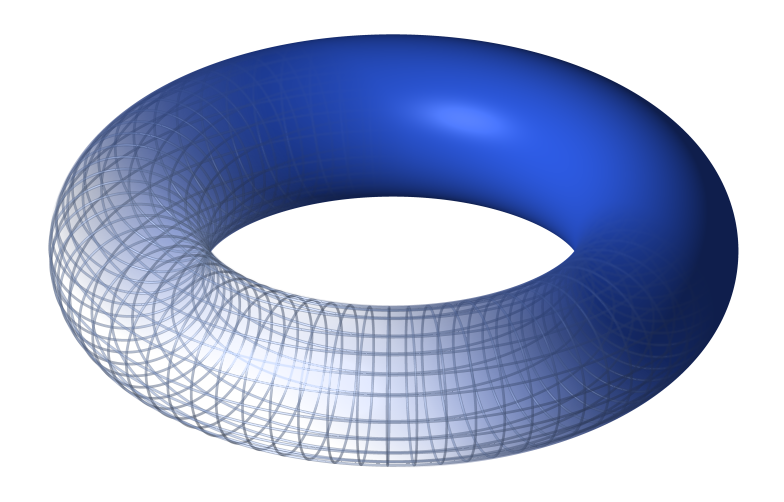
یک چنبره دورانی

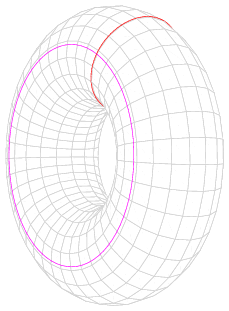
یک چنبره از دو دایره تشکیل شده

چَنبَره (به انگلیسی: torus) در هندسه، نوعی رویه دورانی است که از طریق دوران یک دایره در فضای سه‌بعدی، حول یک محور که با دایره هم‌صفحه است، ایجاد می‌شود.
چنبره یکی از اشکال هندسی است.

## هندسه
چنبره را می‌توان به صورت پارامتری تعریف کرد:
{\displaystyle x(u,v)=(R+r\cos {v})\cos {u}\,}
{\displaystyle y(u,v)=(R+r\cos {v})\sin {u}\,}
{\displaystyle z(u,v)=r\sin {v}\,}
که در آن:
- پارامتر u و v در بازه ‎[۰, ۲π)‎ قرار دارند.
- R شعاع از مرکز تا محور چنبره است
- r شعاع چنبره است

در دستگاه مختصات دکارتی می‌توان تعریف کرد:
{\displaystyle \left(R-{\sqrt {x^{2}+y^{2}}}\right)^{2}+z^{2}=r^{2},\,\!}
که به‌طور ساده‌تر می‌توان نوشت:
{\displaystyle (x^{2}+y^{2}+z^{2}+R^{2}-r^{2})^{2}=4R^{2}(x^{2}+y^{2}).\,\!}
A مساحت رویه چنبره از معادله:
{\displaystyle A=4\pi ^{2}Rr=\left(2\pi r\right)\left(2\pi R\right)\,}
و V حجمی که یک چنبره محصور می‌کند از
{\displaystyle V=2\pi ^{2}Rr^{2}=\left(\pi r^{2}\right)\left(2\pi R\right).\,}
بدست می‌آید.

## تولید چنبره
کره و چنبره حجم‌هایی‌اند که با چرخاندن دایره حول یک محور ایجاد می‌شوند. با چرخاندن دایره به دور محوری که با آن در یک صفحه باشد چنبره به دست می‌آید. بسته به فاصلهٔ محور چرخش از مرکز دایره {\displaystyle (s)} سه گونهٔ متفاوت چنبره ایجاد می‌شود. اگر فاصلهٔ محور از مرکز دایره از شعاع دایره کوچکتر باشد {\displaystyle (s<r)} و محورْ دایره را در دو نقطه قطع کند حجم حاصل «چنبرهٔ دوکی»، اگر فاصلهٔ محور از مرکز دایره با شعاع دایره مساوی باشد (s=r) و محورْ دایره را در یک نقطه لمس کند حجم حاصل «چنبرهٔ شاخی»، و اگر فاصلهٔ محور از مرکز دایره از شعاع دایره بیشتر باشد {\displaystyle (s>r)} و محور با دایره تقاطع نداشته باشد حجم حاصل «چنبرهٔ حلقه‌ای» خواهد بود.
چنبرهٔ حلقه‌ای در این میان ویژگی خاصی دارد و آن این است که علاوه بر دو خانوادهٔ دوایر نصف‌النهاری و دوایر موازی، دو خانوادهٔ از دوایر دیگر نیز در آن شکل می‌گیرد (یعنی هر نقطه روی سطح چنبرهٔ حلقه‌ای روی محیط چهار دایره روی سطح آن قرار دارد) که به دوایر ویلارسو موسومند.
اگر محور چرخش بر هر کدام از قطرهای دایره منطبق باشد {\displaystyle (s=0)} حاصل کره خواهد بود (کره را می‌توان حالت خاص چنبره دانست).

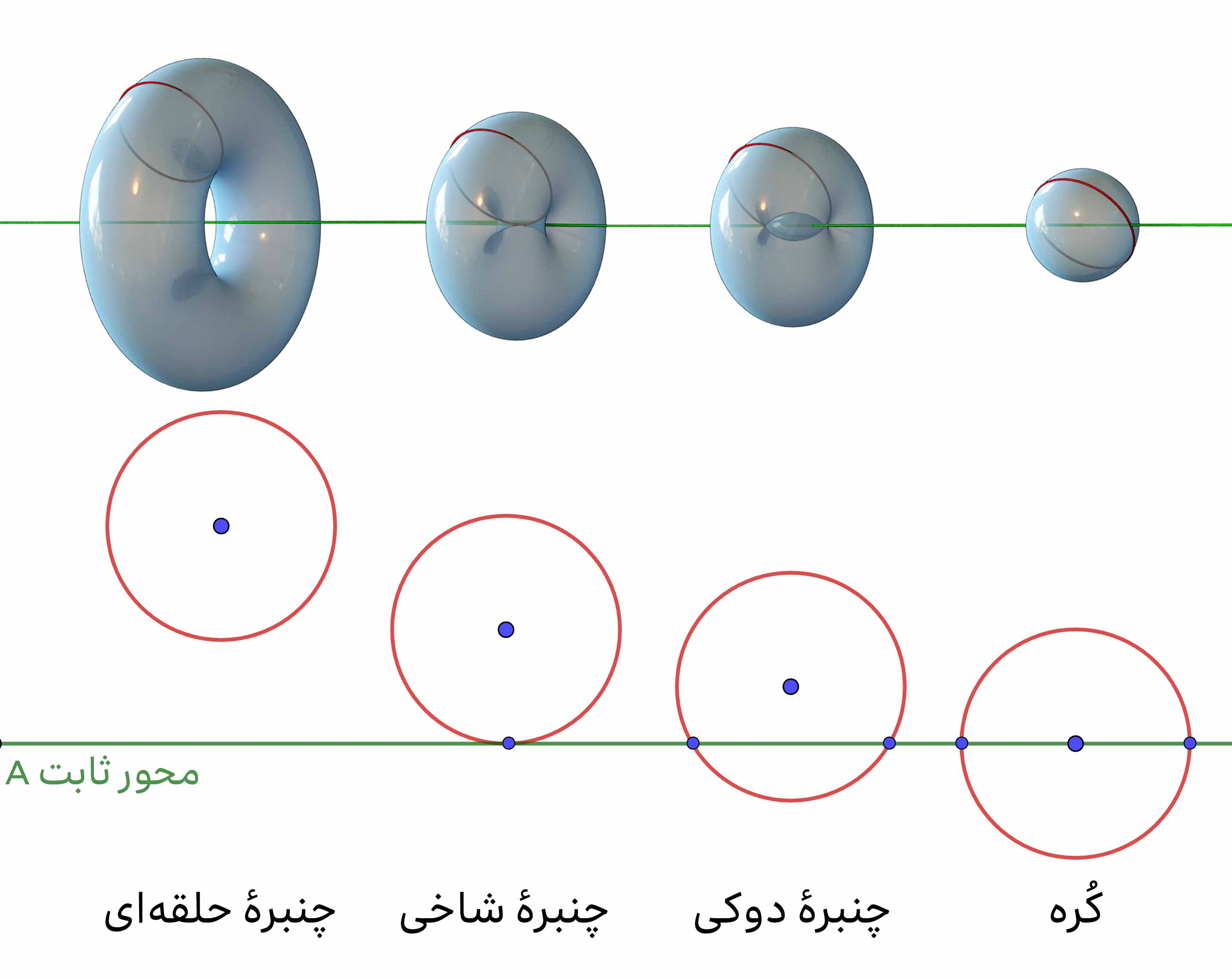
سطوح دورانی تولیدشده با چرخاندن دایره به دور محور ثابت A